# Disculicepitidae
Disculicepitidae là một họ giun dẹp thuộc bộ Cathetocephalidea. Họ này chứa duy nhất một chi, Disculiceps Joyeux & Baer, 1936.